# Stazione di Badia Polesine
Stazione di Badia Polesine vasútállomás Olaszországban, Veneto régióban, Badia Polesine településen.

## Vasútvonalak
Az állomást az alábbi vasútvonalak érintik:
- Verona-Rovigo-vasútvonal

## Kapcsolódó állomások
A vasútállomáshoz az alábbi állomások vannak a legközelebb: 
- Villa d'Adige railway station
- Salvaterra train station